# Virgilio Noè

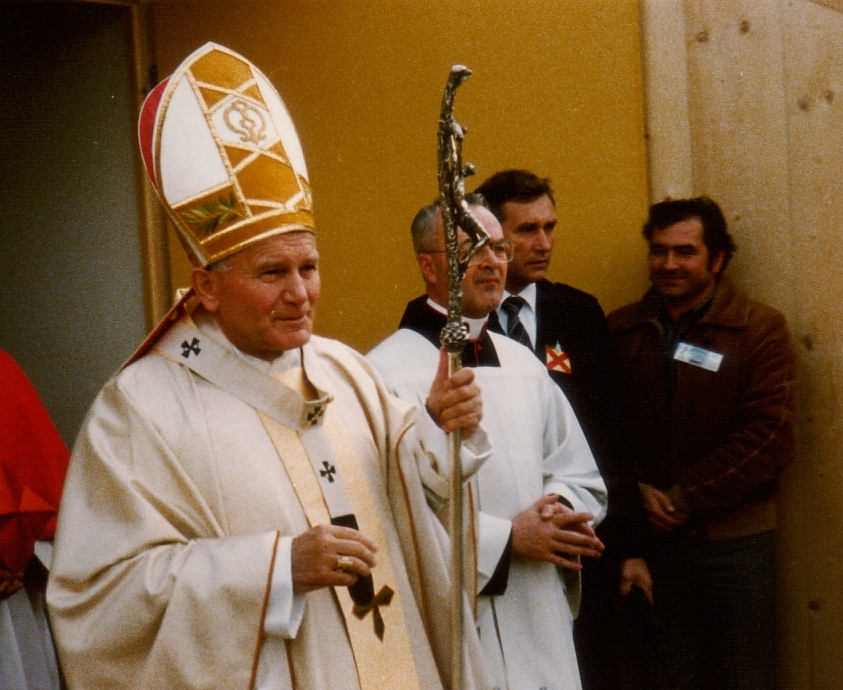
Prälat Virgilio Noè als Zeremonienmeister mit Johannes Paul II. in München (1980)

Wappen von Virgilio Kardinal Noè

Virgilio Kardinal Noè (* 30. März 1922 in Zelata di Bereguardo, Provinz Pavia; † 24. Juli 2011 in Rom) war ein italienischer Kurienkardinal der römisch-katholischen Kirche.

## Leben
Virgilio Noè empfing nach philosophischen und theologischen Studien im Jahre 1944 das Sakrament der Priesterweihe und arbeitete zunächst als Jugendseelsorger in Pavia. Von 1948 bis 1952 absolvierte er ein Promotionsstudium im Fachbereich Kirchengeschichte an der Päpstlichen Universität Gregoriana in Rom. Danach wirkte er als Studentenseelsorger, Spiritual und Dozent in Pavia und Tortona, sowie als Präsident der diözesenen Liturgiekommission seines Heimatbistums. Von 1964 bis 1969 leitete er das Institutum Liturgicum Pastorale und unterrichtete am Päpstlichen Liturgischen Institut St. Anselmo in Rom.
Am 7. Mai 1969 ernannte ihn Papst Paul VI. zum Untersekretär der neueingerichteten Kongregation für den Gottesdienst und verlieh ihm am 4. August desselben Jahres den Titel Ehrenprälat Seiner Heiligkeit.
Am 9. Januar 1970 wurde das Ufficio per le Ceremonie Pontificie (Amt für die Päpstlichen Zeremonien) errichtet und Paul VI. berief Virgilio Noè zum Päpstlichen Zeremoniar. Gleichzeitig übernahm er die Seelsorge für die Päpstliche Garde. 1982 wurde Noè von Papst Johannes Paul II.  zum Titularerzbischof von Voncaria ernannt und zum Sekretär der Kongregation für die Sakramente und die Liturgie bestellt. Die Bischofsweihe spendete ihm Johannes Paul II. am 6. März 1982 im Petersdom; Mitkonsekratoren waren Kurienerzbischof Eduardo Martínez Somalo und der Bischof von Pavia, Antonio Giuseppe Angioni.
1989 ernannte ihn Papst Johannes Paul II. zum Koadjutor des Kardinal-Erzpriesters der Vatikanischen Basilika St. Peter, in dessen Position er im Jahre 1991 nachrückte. Zudem war er Generalvikar Seiner Heiligkeit für die Vatikanstadt, Direktor der Dombauhütte von Sankt Peter und Präsident der Ständigen Kommission zum Schutz der historischen und künstlerischen Denkmäler des Heiligen Stuhls. 1991 wurde er als Kardinaldiakon mit der Titeldiakonie San Giovanni Bosco in via Tuscolana in das Kardinalskollegium aufgenommen. 1993 bis 1996 war er Präsident der Päpstlichen Kommission der Kardinäle für die päpstlichen Heiligtümer von Pompeji, Loreto und Bari.
Am 26. Februar 2002 wurde er zum Kardinalpriester mit der Titelkirche Santa Maria Regina Apostolorum ernannt. Kurz darauf, am 24. April 2002, trat der zu diesem Zeitpunkt bereits 80-Jährige von seinem Amt als Erzpriester der Basilika St. Peter zurück. Virgilio Kardinal Noè starb im Alter von 89 Jahren am 24. Juli 2011 in Rom.